# ويد هايز

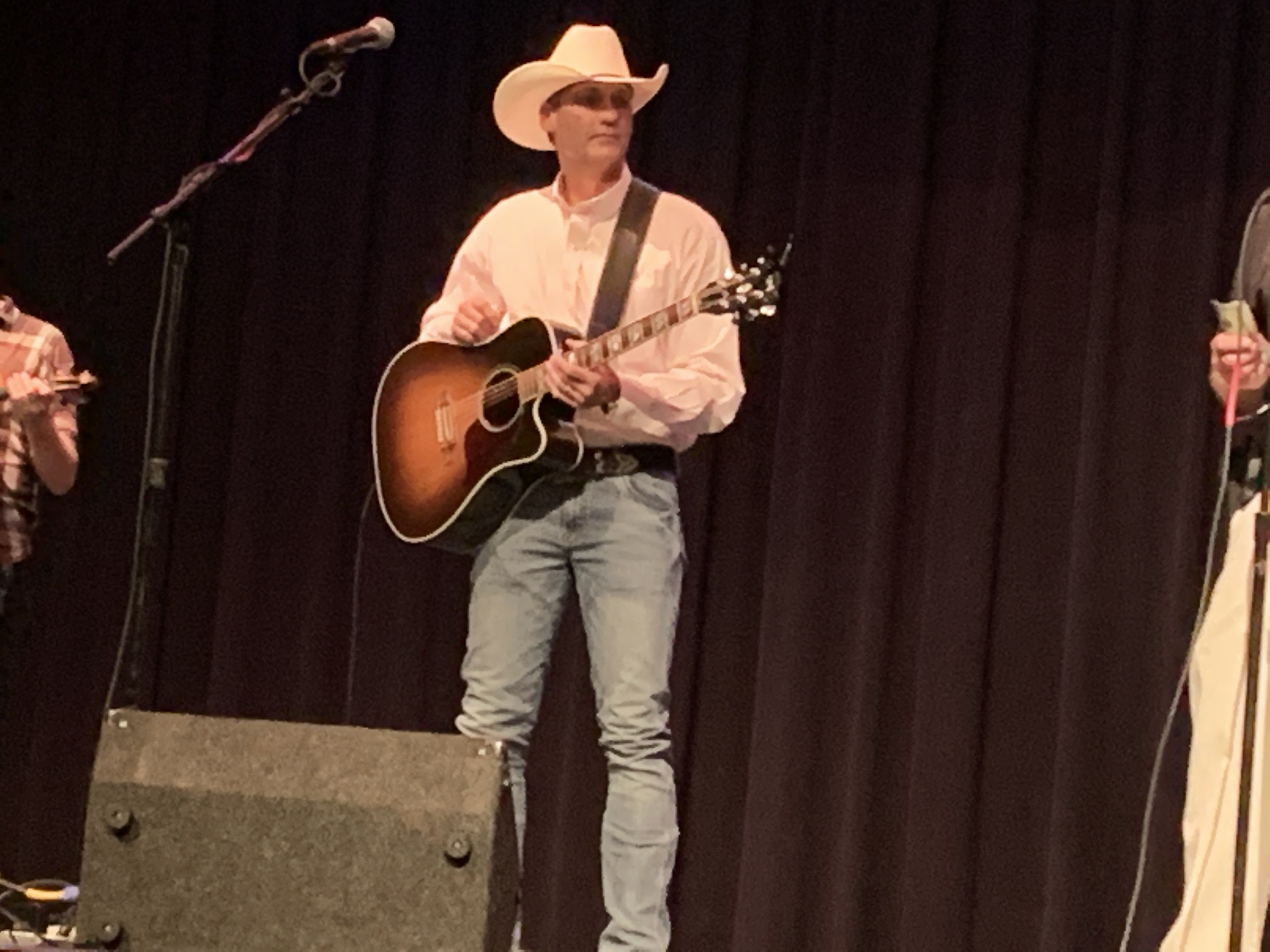
مغنّي موسيقى الكانتري وايد هايز.

ويد هايز (بالإنجليزية: Wade Hayes) هو مغني ومغن مؤلف أمريكي، ولد في 20 أبريل 1969 في بيثل أكرس في الولايات المتحدة.

## وصلات خارجية
- الموقع الرسمي
- ويد هايز على موقع ميوزك برينز (الإنجليزية)
- ويد هايز على موقع ديسكوغز (الإنجليزية)